# Capulálpam de Méndez
Capulálpam de Méndez är en kommun i Mexiko.   Den ligger i delstaten Oaxaca, i den sydöstra delen av landet, 400 km sydost om huvudstaden Mexico City. Antalet invånare är 1 313. Arean är 19,1 kvadratkilometer.
Terrängen i Capulálpam de Méndez är kuperad.